# Sabanilla (kommun)
Sabanilla är en kommun i Mexiko.   Den ligger i delstaten Chiapas, i den sydöstra delen av landet, 700 km öster om huvudstaden Mexico City.
Följande samhällen finns i Sabanilla:
- El Calvario
- Buenavista
- Majastic
- El Paraíso
- Cristóbal Colón
- Unión Hidalgo
- Jesús Carranza
- El Bebedero
- Campamento el Mirador
- Asunción Huitiupan
- Las Palmas Santa Catarina
- Lázaro Cárdenas del Río
- Francisco Villa
- 20 de Noviembre
- San Juan el Mirador
- Doctor Manuel Velasco Suárez
- Los Martínez
- Villaflores
- Shushupá
- Quioich
- Cerro de Nava
- Nuevo México
- Emiliano Zapata
- Cerro Blanco
- La Providencia
- San Pedro
- San Patricio
- General Castellanos Domínguez
- Boca de Chulum